# Абдельхамід Брахімі
Абделхамід Брахімі (араб. عبد الحميد براهيمي) (2 квітня 1936, Константіна — 15 серпня 2021) — алжирський політик та економіст, прем'єр-міністр Алжиру у часи президентства Шадлі Бенджедіда. Займав пост голови уряду з 22 січня 1984 до 5 листопада 1988 року. Автор декількох книжок з історії та політології.

## Життєпис
В період війни алжирців за незалежність від Франції у 1956—1962 роках командував бойовими підрозділами Армії національного визволення. Після проголошення незалежності Алжиру — губернатор вілаї Аннаба в 1963—1965 роках, у 1968—1973 — представник алжирської державної промислової організації в Парижі, в 1976—1979 представляв алжирську державну нафтову компанію Сонтрак в США. З 1979 — міністр планування і освоєння національної території, з 1983 — член ЦК ФНВ, з 1984 — кандидат у члени Політбюро ФНВ.